# CSR 50
CSR 50 to powtarzalny karabin przeciwpancerny kalibru .50 BMG. zbudowany przez Caracal International z siedzibą w Zjednoczonych Emiratach Arabskich. W broni zastosowano korpus i kolbę wykonaną z aluminium 7075. Posiada magazynek o pojemności 10 naboi Barrett M82/M107A1. Broń waży 20,94 funta. (9,5 kg) bez magazynka. Jest on budowany i rozwijany przez Caracal International .

## Opis konstrukcji
Karabinek CSR 50 ma w pełni regulowaną kolbę, a elementy sterujące ogniem, bezpiecznik i zatrzask magazynka są obustronne. Użytkownik może skonfigurować podkładkę policzkową, płytkę kolby oraz położenie/wagę spustu.

## Użytkownicy
- Zjednoczone Emiraty Arabskie: Armia Zjednoczonych Emiratów Arabskich była widziana na wspólnych ćwiczeniach razem z wojskiem amerykańskim[4].